# Monopol-Schleppdienst
Der Monopol-Schleppdienst war der von Preußen 1905 per Gesetz vorgesehene und ab 1913 eingeführte staatliche Schleppbetrieb auf dem Westdeutschen Kanalnetz. Damit wurden die Partikuliere der Schleppkähne verpflichtet, für ihre Fahrten im Kanalnetz ausschließlich die Monopolschlepper zu nutzen. Der Zweck des Schleppmonopols war die Generierung von Einnahmen zur weiteren Finanzierung und Refinanzierung der Kanalneubauten. Das Schwinden der Zahl an Schleppkähnen mit der Entwicklung zum Selbstfahrer ab Mitte der 1950er-Jahre entzog dem staatlichen Monopol die Grundlage, sodass es zum 31. Dezember 1967 aufgehoben wurde.

## Geschichte
| RHK | Rhein-Herne-Kanal   |
| WDK | Wesel-Datteln-Kanal |
| DHK | Datteln-Hamm-Kanal  |
| DEK | Dortmund-Ems-Kanal  |
| MLK | Mittellandkanal     |

### Das Wassergesetz von 1905
Die Einführung des Schleppmonopols gründete sich auf dem „Gesetz zur Herstellung und den Ausbau von Wasserstraßen“, das 1905 vom Preußischen Landtag beschlossen worden war. Im Detail ging es um die Ergänzung und Verbesserung der seinerzeit bestehenden schiffbaren Wasserstraßen. Explizit werden darin der Bau des „Rhein-Elbe-Kanals“ und des „Lippekanals“ genannt, die heute als Rhein-Herne-Kanal, Mittellandkanal, Wesel-Datteln-Kanal und Datteln-Hamm-Kanal befahren werden. Der schon seit 1899 befahrene Dortmund-Ems-Kanal sollte mit Ergänzungsbauten versehen werden. Das Gesetz war die Grundlage für das Entstehen des Westdeutschen Kanalnetzes und des Mittellandkanals. Über das Schleppmonopol steht im Paragraph 18:

„Auf dem Kanal vom Rhein zur Weser, auf dem Anschlusse nach Hannover, auf dem Lippe-Kanal und auf den Zweigkanälen dieser Schiffahrtstraßen ist ein einheitlicher staatlicher Schleppbetrieb einzurichten. Privaten ist auf diesen Schiffahrtstraßen die mechanische Schlepperei untersagt. Zum Befahren dieser Schiffahrtstraßen durch Schiffe mit eigener Kraft bedarf es besonderer Genehmigung.“

Das Schleppmonopol war ausschließlich auf die antriebslosen Schleppkähne ausgelegt, die zur damaligen Zeit das Bild in der Transportschifffahrt beherrschten. Der DEK war davon zunächst noch ausgenommen. Fahrzeuge mit eigenem Antrieb bedurften einer besonderen Genehmigung, die jedoch nur in Ausnahmefällen erteilt wurde. Ausnahmen vom Monopol gab es für die Fahrt zwischen dem Rhein und Mülheim an der Ruhr auf der unteren Haltung des RHK und für Verlegefahrten von bis zu fünf Kilometer Länge innerhalb einer Haltung.

### 1914–1921 Preußischer Schleppbetrieb

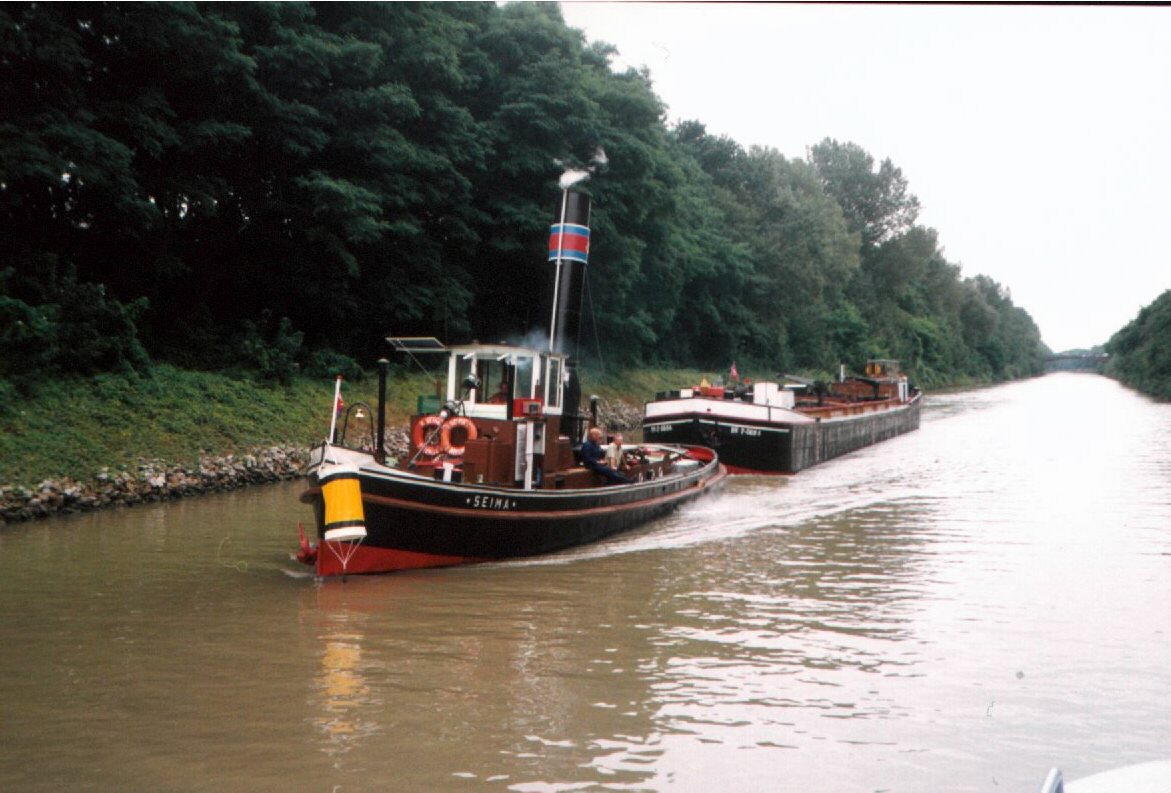
Renovierter Schlepper mit Schleppkahn

Die Durchsetzung des Schleppmonopols erfolgte am 30. April 1913 mit dem „Gesetz, betr. das Schleppmonopol auf dem Rhein-Weser-Kanal und dem Lippe-Kanal“. Darin war die künftige Vollmonopolisierung auch für den DEK genannt. Nach dem Erlass der Schleppordnung am 9. April 1914 richtete die „Königlich-Preußische Schleppmonopolverwaltung“ das lokal zuständige Königliche Schleppamt Duisburg in Ruhrort ein, das ab Juli 1914 den Schleppbetrieb auf dem gerade fertig gestellten RHK organisierte. Mit Abschluss der Bauarbeiten für den westlichen Teil des Mittellandkanals wurde der Schleppbetrieb 1915 auf die Strecke zwischen dem Nassen Dreieck bei Bergeshövede und Minden ausgeweitet und 1916 um den nächsten Streckenabschnitt bis Hannover ergänzt. Zuständig für den MLK war das Königliche Schleppamt Hannover.
Durch den Beginn des Ersten Weltkriegs kam der Schleppbetrieb zu seiner ersten großen Bewährungsprobe. Die Anforderungen des „Kriegsverkehrs“ an seine Leistungsfähigkeit erforderte die Beschaffung jeder möglichen Schleppkraft, da die vorhandenen Schlepper dafür nicht ausreichten. Nach dem Ende des Krieges und dem Beginn der Weimarer Republik wurden die Schleppämter ab 1918 als „staatlich preußischer Schleppbetrieb“ geführt.
Am 4. Dezember 1920 erließ der Reichstag ein weiteres Gesetz, das die Vollendung des Mittellandkanals und dadurch bedingte Ergänzungsbauten an den Wasserstraßen betraf. Der Paragraph 12 besagte, dass das „Schleppmonopol“ auch auf das noch zu bauende Reststück bis zur Elbe ausgeweitet wird.

### 1921–1945 Reichsschleppbetrieb

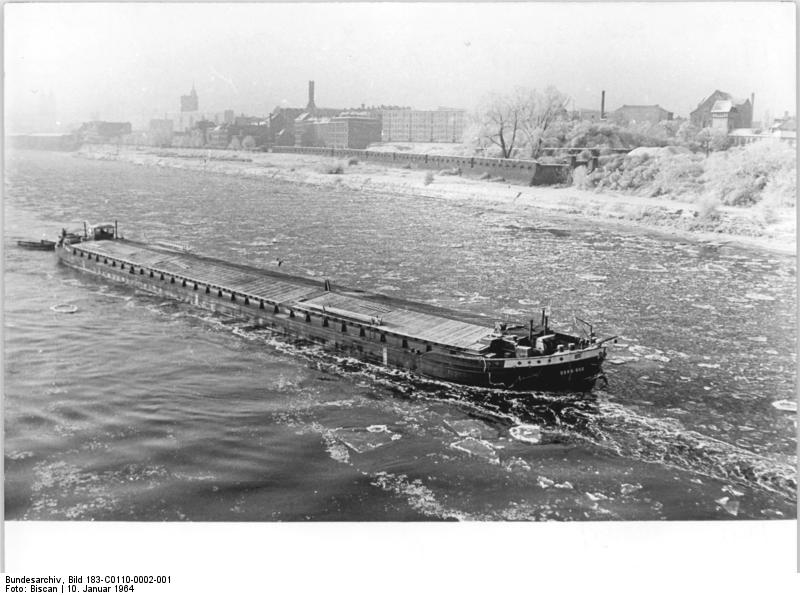
Schleppkahn auf der Elbe

Mit dem 1921 geschlossenen „Staatsvertrag betreffend den Übergang der Wasserstraßen von den Ländern auf das Reich“ gingen die Wasserstraßen mit allen Rechten und Pflichten in das Eigentum des Reichs über. Die Schleppmonopolverwaltung wurde zum „Reichsschleppbetrieb“ (RSB) unter Beibehaltung der beiden Schleppämter in Duisburg und Hannover.
1924 traten organisatorische Änderungen in Kraft. Durch die Fertigstellung des RHK konnte die Kanalbaudirektion Essen aufgelöst werden, der das Schleppamt unterstellt war. Dafür wurde bei der Wasserbaudirektion Münster ein Dezernat für den Schleppbetrieb eingerichtet, um die Betriebs- und Verkehrsaufgaben einheitlich leiten zu können. Diesem Dezernat wurden die beiden Schleppämter als Außenstellen unterstellt.
Die Weiterentwicklung des Dieselmotors in den 1920er Jahren brachte eine Alternative zur Dampfmaschine als zuverlässige Antriebsquelle, die durch den Wegfall des Kompressors deutlich kleiner und leichter geworden war. Entsprechende Nachrüstungen von Schleppkähnen kamen in geringer Zahl in Gebrauch und führte zu einer ersten Lockerung des Monopols. Diesen Selbstfahrern wurde der Transport von losen Schüttgütern erlaubt, die jedoch dafür eine besondere Abgabe leisten mussten.
In Abhängigkeit der wirtschaftlichen Verhältnisse in den 1920er Jahren mit der Ruhrbesetzung und der Weltwirtschaftskrise kam es zu einem starken Auf und Ab der Betriebsleistungen. Durch den 1930 in Betrieb genommenen Wesel-Datteln-Kanal (WDK) und dem Ausbau des MLK bis zur Elbe erfuhr der RSB ab 1938 betrieblich eine deutliche Ausweitung und das neue Schleppamt Magdeburg übernahm die Zuständigkeit für den Ostteil des MLK. Per Erlass legte der Reichsverkehrsminister den offiziellen Endpunkt des Schleppmonopols auf der Ostseite der Elbe in Hohenwarthe fest. Damit bestand die 'Monopolpflicht’ auch auf dem kurzen Verbindungsstück der Elbe zwischen Magdeburg und Hohenwarthe.
Ab 1938 galt eine weitere Lockerung des Schleppmonopols, denn die Selbstfahrer erhielten die unbeschränkte Zulassung, sodass alle westdeutschen Wasserstraßen ohne Behinderungen befahren werden konnten. Jedoch führte dies nicht zu einer größeren Verbreitung der Motorkähne, denn auch während des Booms in den Kriegstagen der 1940er Jahre spielten diese noch keine entscheidende Rolle.
Eine wesentliche Änderung betraf die Südstrecke des DEK, auf der ab 1938 nur noch die Monopolschlepper zwischen Herne bzw. Dortmund und Bergeshövede die Schleppaufgaben wahrnehmen durften. Ein Jahr später folgte dies auch für die Nordstrecke des DEK bis Herbrum sowie für die freie Ems bis Emden. Ergänzend kam das Schleppmonopol auch auf dem Küstenkanal, dem Ems-Jade-Kanal und dem linksemsische Kanalnetz zur Anwendung. Zuständig wurde hier das neue Schleppamt Emden.
Während des Zweiten Weltkriegs stiegen die Anforderungen für Schleppleistungen so stark an, dass ein Schlepperbauprogramm aufgelegt und der Ankauf und die Anmietung von privaten Schleppern verstärkt betrieben wurde. Die Abwicklung des Neubauprogramms lag in den Händen des neu geschaffenen Maschinenamtes Hannover. 1943, mit einem Bestand von 524 Schleppern, von denen 255 reichseigene waren, war der RSB die größte staatliche Binnenreederei der Welt. Die Mietschlepper waren in einem festen Vertrag und wurden wie die eigenen in den Betriebsablauf integriert und teilweise vertraglich bevorzugt behandelt.

### 1945–1949 Inland-Waterway-Transportation (IWT)

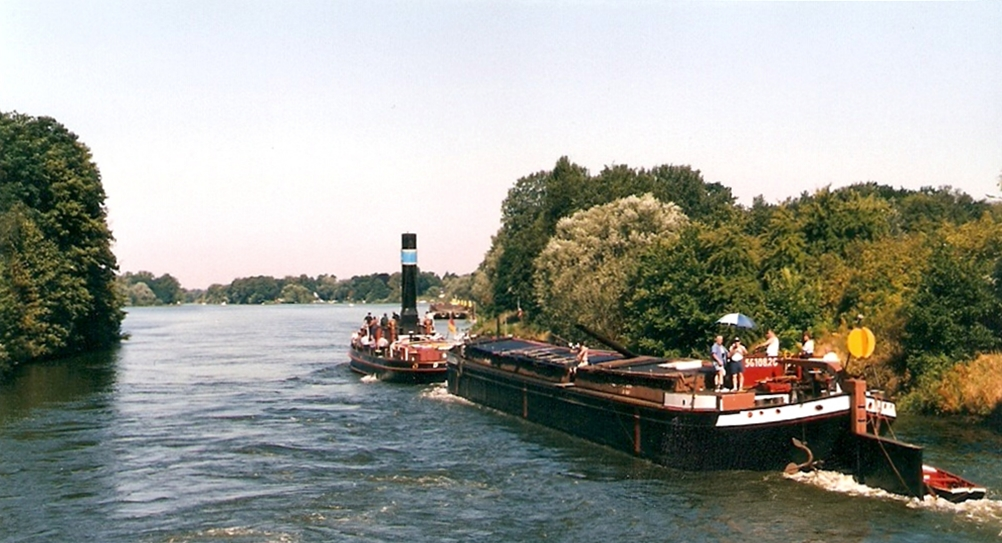
Kurzer Schleppzug

Die britische Inland-Waterway-Transportation (IWT) übernahm nach dem Kriegsende den RSB. Jedoch waren infolge der Kriegseinwirkungen viele Brücken zerstört, sodass anfangs auf den Wasserstraßen kein Betrieb möglich war.
Das nun in der russischen Zone liegende Amt in Magdeburg musste in den Westen verlegt werden und arbeitete fortan als Schleppamt Braunschweig. Das ausgebombte Schleppamt in Hannover verlegte nach Minden und firmierte als Schleppamt Minden. Zwischenzeitlich gab es unter der IWT das Schleppamt Münster, das aber 1948 wieder aufgelöst wurde. Das Maschinenamt wechselte von Hannover nach Bergeshövede, wo die Bereiche der Schleppämter von Duisburg, Emden und Minden zusammenkamen.
Durch die Berlin-Blockade und die damit verbundene Verkehrssperre gab es keinen Schiffstransport auf dem östlichen Teil des MLK. In der Folge wurde das Schleppamt Braunschweig aufgelöst und betriebsmäßig dem Amt in Minden übertragen.

### 1949–1967 Bundesschleppbetrieb (BSB)

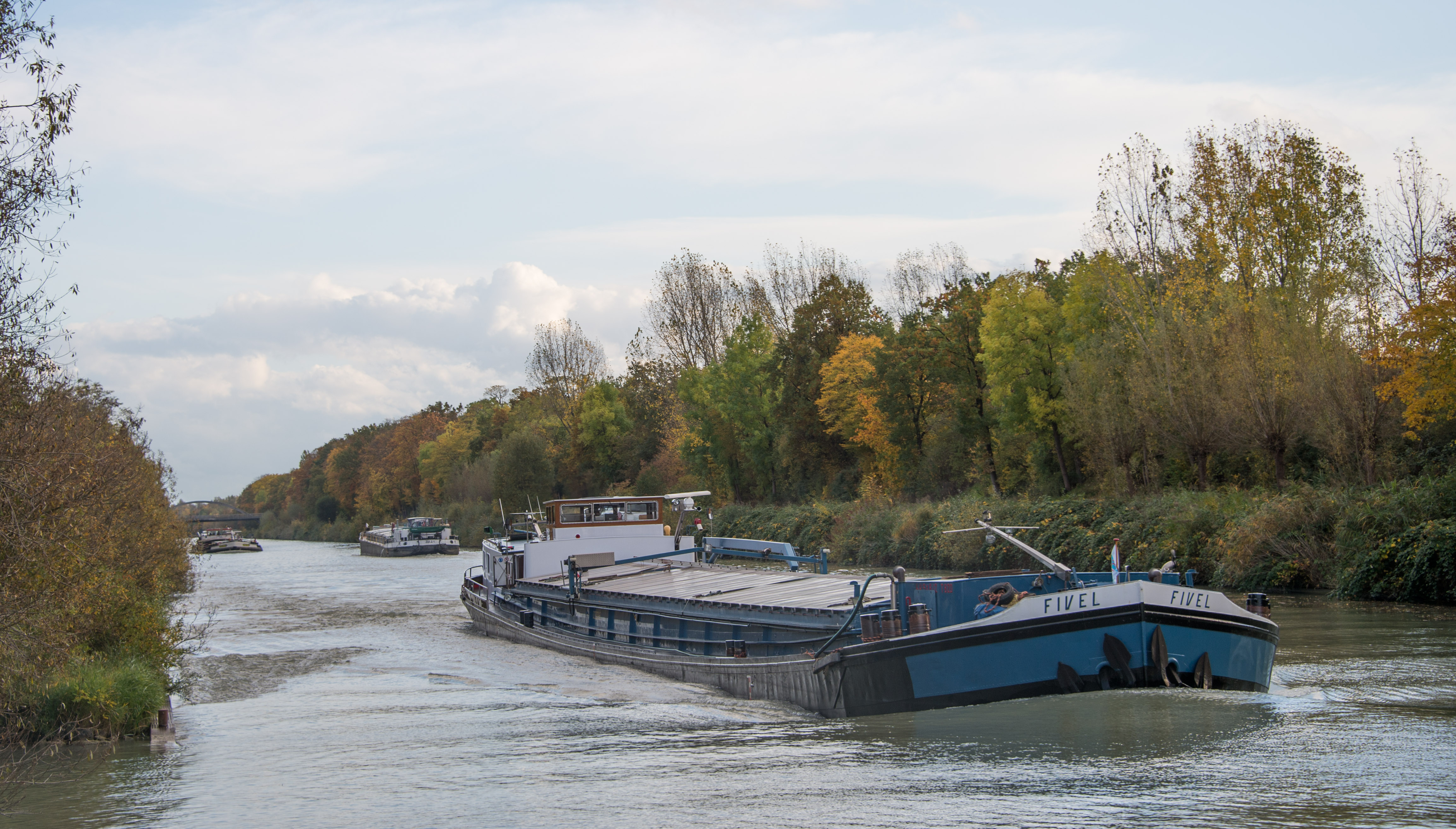
Selbstfahrer auf dem Mittellandkanal

Nach der fast ein Jahr dauernden Berliner Blockade trat 1949 mit der Gründung der Bundesrepublik am 1. Oktober die Neuorganisation des RSB zum „Bundesschleppbetrieb“ (BSB) in Kraft. Er wurde aus der Wasserstraßendirektion Münster herausgelöst und fungierte nun als eigenständige Mittelbehörde der Wasserstraßen- und Schifffahrtsverwaltung des Bundes mit Sitz in Münster. Die notwendige Schleppordnung für den BSB wurde im Juni 1954 erlassen. Rationalisierungsmaßnahmen führten zur Zentralisierung diverser Verwaltungsaufgaben mit dem Ziel der Steigerung der betrieblichen Leistungen. Dazu diente auch die Abgeltung der Mietschleppereinsätze, die nicht mehr nach dem Zeitaufwand, sondern nur noch nach der erbrachten Leistung erfolgten. Organisatorisch war der BSB ein selbständiger Staatsbetrieb mit eigener kaufmännischer Finanz- und Betriebsbuchhaltung. Dies ermöglichte den zeitnahen Überblick zur Ertragslage und der Wirtschaftlichkeit der einzelnen Schleppergruppen.
Die das heutige Bild beherrschenden Selbstfahrer mit Motor kamen verstärkt in den 1950er Jahren auf. Bis Mitte der Sechziger Jahre wurde der größte Teil der Schleppkähne in Westdeutschland abgewrackt. Nur bei wenigen Kähne mit einem Alter unter 40 Jahren erfolgte eine Nachrüstung mit einem Motor zum Selbstfahrer. Wenige kamen zum Einsatz als Schub- oder Koppelverband. 1963 betrug der Anteil der Selbstfahrer schon rund 70 %. Damit ging die Schleppschifffahrt immer weiter zurück, sodass ein wirtschaftlicher Betrieb nicht mehr möglich war. Das Ende des staatlichen Schleppmonopols kam zum 31. Dezember 1967. Mit dem Aufhebungsgesetz wurden gleichzeitig die zugehörigen Gesetze von 1905, 1913 und 1920 außer Kraft gesetzt.

## Schleppämter
Die Leitung des Schleppmonopolbetriebs lag ab 1915 in den Händen des Oberpräsidenten der Provinz Westfalen in Münster. Für die betrieblichen Aufgaben und die Lenkung des Schiffsverkehrs wurde eine straffe Organisation in Form von lokal verantwortlichen Schleppämtern aufgebaut, die jeweils für einen Teilbereich des Kanalnetzes die Einsatzplanung für die Schlepper übernahmen. Zu jedem Schleppamt gehörten an den Betriebsschwerpunkten nautische Schleppbetriebsstellen, bei denen sich die Kähne zum Schleppen anmelden mussten und die Schlepperwechsel stattfanden. Dort befanden sich auch größere Liege- und Versorgungsstellen für die Monopolschlepper. Über ein wasserstraßeneigenes Telefonnetz waren alle Ämter untereinander sowie mit den Schleppbetriebsstellen verbunden. Dadurch konnten sich alle Betriebsstellen gegenseitig über die in ihrem Bereich zu erwartenden Kähne informieren und rechtzeitig die nötige Schleppkraft bereitstellen. Bei jedem Schleppamt sorgte ein Schleppbetriebsinspektor als Leiter der Betriebsabteilung für den nautischen Betriebsablauf im Amtsbereich. Die lokale Verantwortung lag in den Händen der Schleppbetriebsleiter der untergeordneten Schleppbetriebsstellen. Die Schlepper des Monopols trugen die charakteristische weiße Monopol-Manschette am schwarzen Schornstein. Am Bug trugen sie eine Nummer mit dem Anfangsbuchstaben ihres Schleppamtes: „D“ für Duisburg, „M“ für Minden und „E“ für Emden.

### Schleppamt Duisburg (1914 bis 1967)
Das erste Amt in Preußen war das am 1. Juni 1914 in Ruhrort eingerichtete Königliche Schleppamt Duisburg. Es war für den im Juli 1914 eröffneten Rhein-Herne-Kanal und den Lippekanal von Datteln nach Hamm (später DHK) zuständig. Gleichzeitig, aber ohne Monopolpflicht, auch für den DEK bis zum Nassen Dreieck. Erst 1938 kam das Schleppmonopol auch auf diesen Abschnitt zur Anwendung. Bis 1924 unterstand dieses Amt der Königlich preußischen Kanalbaudirektion in Essen und danach der Dortmund-Ems-Kanalverwaltung in Münster, der späteren Wasserbaudirektion Münster.
Schleppbetriebsstellen waren am RHK in Duisburg, an der Schleuse IV in Gelsenkirchen und an der Schleuse VII, der letzten Schleuse in Herne-Ost. Am DEK lagen die Betriebsstellen in Datteln, Münster und Bergeshövede. Ab den 1930er Jahren erweiterte sich die Zuständigkeit noch auf den neu gebauten WDK mit der Betriebsstelle am Rhein an der Schleuse Friedrichsfeld.

### Schleppamt Hannover (1914 bis 1945)
Am 15. Dezember 1914 nahm das Königliche Schleppamt Hannover den Betrieb auf und war zuständig für den fertig gestellten MLK zwischen Bergeshövede am westlichen Ende und Minden. Das Amt unterstand zunächst der Königlichen Kanalbaudirektion Hannover und kam wie das Amt in Duisburg 1924 zur Wasserbaudirektion in Münster. Der eigentliche Schleppbetrieb erfolgte ab Februar 1915, der von der Schleppbetriebsstelle in Minden organisiert wurde. Mit dem Baufortschritt am MLK wuchs die Zuständigkeit des Amtes in Richtung Osten und erhielt eine zweite Betriebsstelle am Abzweig zum Stichkanal Hannover-Linden in Lohnde. Wegen der Zerstörung des Schleppamtes im Krieg verlegte die IWT das Schleppamt nach Minden.

### Schleppamt Magdeburg (1938 bis 1945)
Die Arbeiten am MLK erreichten 1938 die Elbe, wo das Schiffshebewerk Rothensee die Verbindung herstellt. Wegen der Kriegsereignisse musste der Weiterbau mit der Elbquerung eingestellt werden. Für den östlichen Teil des MLK ab Sehnde erhielt das neue Schleppamt Magdeburg die Zuständigkeit mit den Betriebsstellen in Braunschweig und Sehnde. Nach Kriegsende lag das Amt in der
Sowjetischen Besatzungszone, weshalb es von den Westalliierten nach Braunschweig verlegt wurde.

### Schleppamt Emden (1939 bis 1967)
Durch die Ausweitung der Monopolpflicht auf die Nordstrecke des DEK wurde ein weiteres Schleppammt erforderlich. Das neue Schleppamt Emden erhielt gleichzeitig auch die Zuständigkeit für den Küstenkanal, den Ems-Jade-Kanal und die Linksemsischen Kanäle sowie die Schleppfahrten auf der freien Ems bis Emden, für die das Monopol ebenfalls festgelegt worden war. Betriebsstellen entstanden am DEK in Emden und Meppen sowie am Küstenkanal in Oldenburg.

### Schleppamt Braunschweig (1945 bis 1948)
Das Schleppamt Braunschweig war Nachfolger des Amtes in Magdeburg, das durch die Alliierten in ihren Wirkungsbereich verlegt worden war. Jedoch war seine Arbeit nur von kurzer Dauer, da mit der Berliner Blockade der Schiffsverkehr zum Erliegen gekommen war. Daher erfolgte 1948 die Auflösung des Amtes mit der Übertragung seiner Tätigkeiten auf das Amt in Minden.

### Schleppamt Münster (1945 bis 1948)
Nach dem Krieg richtete die IWT am 5. Juli 1945 das Schleppamt Münster ein, das aber seinen Sitz in Bergeshövede erhielt. Es wurde zum 1. Juli 1948 aufgelöst und in das Schleppamt Duisburg eingegliedert.

### Schleppamt Minden (1946 bis 1967)
Wegen der Zerstörung des Amtes in Hannover verlegte die britische IWT 1946 die Verwaltung zum Westhafen am Wasserstraßenkreuz Minden. Als Schleppamt Minden leitete es den nautischen Betrieb zwischen Bergeshövede (einem Ortsteil von Hörstel–Riesenbeck) und Braunschweig bis zur Auflösung des Bundesschleppbetriebes. Zusätzlich war das Amt zuständig für den Schleppbetrieb auf der Mittelweser. Schleppbetriebsstellen waren in Minden, Braunschweig, Sehnde und Lohnde.

## Schleppbetriebsstelle Bergeshövede
Eine Sonderstellung im Kanalnetz hatte die Betriebsstelle in Bergeshövede des Duisburger Schleppamtes, denn dort am Nassen Dreieck stießen alle drei Amtsbereiche zusammen. Sie trat stellvertretend für die zwei anderen Ämter auf. Die Schleppzüge aus Osten vom MLK sowie von Norden und Süden auf dem DEK kamen dort zusammen und mussten für ihre Zielhäfen neu aufgeteilt werden. Duisburger Monopolschlepper nahmen dann die Kähne in Richtung Ruhrgebiet auf den Haken und für alle Kähne in Richtung Hannover und weiter über den MLK kamen die Mindener Monopolschlepper zum Einsatz. Die Emdener Monopolschlepper erhielten den Auftrag für die Kähne mit Fahrtrichtung Seehafen Emden. Über das Kanal-eigene Telefonnetz erfolgte die Erfassung der ankommenden Schleppzüge, sodass sie für die Weiterfahrt neu zusammengestellt werden konnten.
Mit der Zeit entwickelte sich Bergeshövede zu einem der bedeutendsten und lebhaftesten Knotenpunkte der Schleppschifffahrt auf den nordwestdeutschen Kanälen. Die Schlepperführer meldeten hier die Erledigung ihrer Aufträge und holten sich ihre neuen Aufträge ab. Die einzelnen Schlepper konnten auseinandergehalten werden, denn sie hatten vor ihrer Nummer den Anfangsbuchstaben ihres Schleppamtes (D, E, oder M). Kurzzeitig hatte Bergeshövede nach dem Krieg eine Zentralfunktion, da die IWT bis 1948 dort das Schleppamt Münster eingerichtet hatte.
Die Kanalverwaltung hatte im Knick auf der Südseite einen kleinen Hafen für die nicht im Einsatz befindlichen Schlepper gebaut. Dort wurde auch eine Werft betrieben, um Reparatur- und Wartungsarbeiten an der Schlepperflotte durchzuführen. In den Spitzenzeiten der Schleppschifffahrt warteten am Ufer die Kähne in fünf Reihen nebeneinander auf die Weiterfahrt, die sich um mehrere Tage verzögern konnte. Dadurch entstand an der Relaisstation eine ausgedehnte Versorgungs-Infrastruktur für die Binnenschiffer und ihre Familien, für das Schlepperpersonal und die Angehörigen der Monopolverwaltung.
Mit dem Strukturwandel und der Modernisierung der Binnenschifffahrt verschwanden die Schleppkähne und Schlepper. Für die Selbstfahrer bestand keine Notwendigkeit mehr in Bergeshövede Halt zu machen, da diese sich nun jederzeit selbst versorgen konnten. Damit einher ging auch die Infrastruktur an der Relaisstation zurück. Heute befindet sich am Hafen noch ein Schiffsausrüster und eine Bunkerstation für die Berufsschifffahrt und der Freizeitschifffahrt. Unterhalb des Huckbergs auf dem Nordwestufer neben der ehemaligen Schleuse kann noch an der Gaststätte „Am nassen Dreieck“ eine Rast eingelegt werden.

## Schleppbetrieb
Die Schleppfahrten erfolgten generell nur bei Sicht. Nebel oder die Dunkelheit brachte die Schleppfahrt zum Erliegen und es musste eine Liegestelle am Ufer aufgesucht werden, die mit Landpollern ausgerüstet war. Auf Betreiben der Gewerkschaften herrschte an Sonn- und Feiertagen Betriebsruhe, da an diesen Tagen auch die Schleusen nicht bedient wurden. Außerdem bestanden für die Schlepperbesatzungen genaue Fahrt- und Ruhezeiten. Dadurch ergaben sich zwischen März und Oktober Betriebszeiten von zwölf Stunden, die sich in den anschließenden Monaten auf elf bzw. zehn Stunden reduzierten. Der MLK war eine Ausnahme mit der langen, schleusenlose Strecke zwischen Bergeshövede und Hannover, wo die auf Strecke fahrenden Schleppzüge an Sonntagen durchfahren konnten. Zum Ausgleich erhielten die Schlepperbesatzungen dafür einen Ruhetag in der Woche. Auch wichtige Verschleppungen durften sonntags erfolgen.
Als Schleppgeschwindigkeit galt für Ladungsschleppzüge fünf Kilometer pro Stunde. Im Gegensatz zur Fahrt auf den Flüssen mussten die Schleppkähne den Schleppstrang (Schleppdraht) selber vorhalten. Nach einem Loswerfen musste der Strang durch die Kahnbesatzung per Hand eingeholt werden. Während der Schleppfahrt hatte der erste Kahn hinter dem Schleppboot einen möglichst großen Abstand, damit die Bremswirkungen durch den Schraubenschlag vom Schlepper auf den Kahn verringert war. Die folgenden Kähne liefen relativ kurz hintereinander. Leere Kähne waren als Schleppzug meist sehr kurz gekoppelt, da sich diese wegen der sehr geringen Tauchtiefe schlecht steuern lassen. Beim Abstoppen konnten die Kähne leicht aufeinanderlaufen und dadurch die Heckpartie und das Ruders des davor laufenden Kahns beschädigen.
Als verantwortlicher Schiffsführer des Schleppzugs konnte der Schlepperkapitän über die Dampfpfeife den Kahnbesatzungen codierte Anweisungen übermitteln. Beim Abstoppen hatte die Besatzung des letzten Kahns die Aufgabe, den ganzen Zug durch seinen Anker oder einen Festmacherdraht am Dalben zum Stehen zu bringen. Die Kahnbesatzungen konnte sich mit ihrer Schiffsglocke oder durch Schlagen auf den Schleppdraht bemerkbar machen. Auch das Fieren des Schleppdrahts war dazu eine Möglichkeit, weil sich sofort ein Rucken am Haken einstellte.

## Schlepperflotte und Technik
Zur Erfüllung des Monopolauftrags musste die Monopolverwaltung die erforderliche Schleppkraft in Form von Schleppern beschaffen und vorhalten. Als Antriebsmaschine stand in der Anfangsphase des Kanalausbaus nur die Dampfmaschine zur Verfügung, sodass die Mehrzahl der Schleppboote normale Dampfschlepper waren. Mit der Entwicklung von kleineren und zuverlässigeren Dieselmotoren wurden ab Mitte der 1920er Jahre Motor-Einheitsschlepper beschafft, die die alten und leistungsschwachen Dampfschlepper ersetzen sollten.
Zur technischen Verbesserung und Rationalisierung unterstützte der RSB die Weiterentwicklung der Antriebstechnik. Umfangreiche Modellversuche dienten der Untersuchungen einer optimalen Rumpfform der Kanalschlepper. Eine bedeutende Neuerung war die Kortdüse, die von der Schiffswerft Gebr. Wiemann in Lizenz gebaut werden durfte. Alle Schlepperneubauten wurden nur noch mit diesem ummantelten Schraubenantrieb ausgerüstet, da sich die Technik als brennstoffsparend und leistungserhöhend bewährt hatte. Gut erhaltene Schlepper mit brauchbarer Substanz wurden nachträglich damit ausgerüstet. Versuchsweise hatte man kleinere Einheiten schon mit dem Voith-Schneider-Antrieb versehen, die als Bugsierschlepper an den Schleusen des RHK und der Schleuse Münster eingesetzt wurden.
Im Bestreben nach wirtschaftlicher Unabhängigkeit Deutschlands vom Ausland und zur Herstellung der Kriegsbereitschaft sollten vermehrt heimische Brennstoffe genutzt werden. Dazu wurden bis zu 72 Schlepper mit Kohlevergasern gebaut bzw. umgerüstet, um den Dieseltreibstoff zu ersetzen. Ergänzend investierte der RSB zur Reduzierung des Kohleverbrauchs in die komplizierte Hochdruckdampftechnik, die jedoch ein technisch hochstehendes Bedienpersonal an Bord erforderte. Auf kleinsten Raum entwickelten die Maschinen eine hohe Kraftentfaltung, sodass sie bevorzugt für die langen Schleppzüge auf dem MLK und als Eisbrecher zum Einsatz kamen. Die 29 gebauten Einheiten waren an dem deutlich kürzeren Schornstein zu erkennen. Die Kanaleisbrecher hatten ein speziell geformtes Unterwasserschiff, um das gebrochene Eis unterhalb des Rumpfes nach achtern zu führen. Dadurch wird der seitliche Druck auf die evtl. am Ufer liegenden Kähne stark reduziert.
Vor dem Ende des Zweiten Weltkriegs hatten die Ankäufe und Neubauten den Bestand auf 255 Schlepper ansteigen lassen, die aber in ihrem technischen Standard höchst unterschiedlich und teilweise veraltet waren. Zusätzlich hatte der RSB noch 269 angemietete Einheiten zur Verfügung, die aus Dampf- und Motorschleppern bestanden. Durch die Kriegseinwirkungen gingen viele Schlepper verloren oder mussten stark beschädigt stillgelegt werden.
Nach dem Übergang zum Bundesschleppbetrieb erfolgte eine Reorganisation mit Konzentration auf eine Steigerung der Wirtschaftlichkeit und Leistungsfähigkeit der Schlepperflotte. Unwirtschaftlich arbeitende Typen wurden ausgemustert und ein Reparaturprogramm aufgelegt. Die geringe Schleppkraft der 'Gaser' war nicht rentabel einsetzbar, weshalb ab 1950 diese Typen wenn möglich auf Dieselbetrieb umgerüstet wurden. Damit standen dem BSB insgesamt 230 eigene Einheiten für den Schleppdienst auf dem Kanalnetz zur Verfügung.
Die Dieselschlepper waren den Dampfschlepper deutlich überlegen, da sie jederzeit fahrbereit waren und keinen Heizer benötigten. Mit dem Einbau von Wendegetrieben und Verstellpropellern war auf den Dieselschleppern auch der Maschinist obsolet, sodass nur noch zwei Personen das Boot fahren konnten. Die Ende der 1950er Jahre beauftragten starken Dieselschlepper waren problemlos in der Lage bis zu sechs Kähne mit bis zu 7 km/h zu ziehen, weshalb diese auf dem MLK eingesetzt wurden.

## Betriebsablauf auf den Kanalstrecken
Der Schleppbetrieb konnte nicht auf allen Kanalstrecken in gleicher Weise abgewickelt werden. Dies lag einerseits an der Anzahl der Schleusen und deren Kapazität und andererseits an der Charakteristik der verschiedenen Strecken. So war der Übergang zum Rhein einer starken Strömung ausgesetzt und an der Ems musste der Einfluss der Tide berücksichtigt werden. Um einen möglichst wirtschaftlichen Betrieb zu erzielen, mussten den unterschiedlichen Gegebenheiten leistungsmäßig angepasste Schleppertypen vorgehalten werden. Denn eine Maschine arbeitet am wirtschaftlichsten, wenn die erforderliche Leistung möglichst ihrer Dauerleistungsfähigkeit entspricht.
Die Monopolbestimmungen bestimmten auch den Verkehr an den Eingangsschleusen vom Rhein zum Kanalnetz. Vor Duisburg (RHK) und Friedrichsfeld (WDK) waren Liegeplätze (Reeden) für die Schleppkähne, die wenige Kilometer ober- bzw. unterhalb der Einmündungen lagen. Monopolschlepper holten sie dort ab bzw. brachten sie dorthin. Daher mussten die Schlepper für die Fahrt auf dem Rhein geeignet und ausgerüstet sein, um auch gegen den Strom sicher zu schleppen. Für den Schlepp eines Rheinkahns oder von zwei DEK-Kähnen waren Leistungen von 200 bis 300 PS erforderlich.
Der Rhein-Herne-Kanal konnte wegen seiner Vielzahl an Zechenhäfen als ein großer Hafen betrachtet werden, da ein Schleppzug unterwegs Kähne aufnehmen oder abwerfen musste. Daher war es kaum möglich einen Schleppzug komplett bis zum Ende durchzuschleppen. Andererseits waren die RHK-Schleusen so dimensioniert, dass sie maximal zwei RHK-Kähne aufnehmen konnten. Zum Ein- und Ausfahren gab es an diesen Schleusen elektrische Treidellokomotiven. Auf den Haltungen zwischen zwei Schleusen pendelten leichte Motorschlepper hin und her. Für diesen Kurzstreckenbetrieb mit veränderlicher Belastung waren die Dieselschlepper technisch am besten geeignet. Bei Ausfall einer Treidellok musste ein separater Bugsierschlepper diese Aufgabe übernehmen. Daher waren beim Schleppamt Duisburg die meisten Dieselschlepper registriert.
Der Wesel-Datteln-Kanal besitzt sechs Schleusen mit jeweils 225 Meter Länge. In diese passen einschließlich Schlepper drei DEK-Kähne oder zwei RHK-Kähne mit einem ggf. kürzeren 40-m-Kahn. Daher konnte die 60 Kilometer lange Strecke mit einem Schlepper mittlerer Leistung (Dampf oder Diesel) durchgängig befahren werden.
Der Dortmund-Ems-Kanal hat vier unterschiedliche Streckencharakteristiken, die entsprechenden Schleppereinsatz erforderte. Der höchste Abschnitt des DEK oberhalb des Hebewerks Henrichenburg konnte nur mit einem Anhang gefahren werden, da nur ein Kahn in das Hebewerk passte. Die 15 km lange Strecke wurde daher im Pendelbetrieb mit einem leichten Schlepper bedient.
Die 100 km langen DEK-Strecke bis Bergeshövede war die am stärksten belastete Strecke, da alle Destinationen über diesen Abschnitt führen. In der Regel wurde mit fünf Anhängen durchgeschleppt, weshalb besonders starke Schlepper (Gas und Hochdruckdampf) gefragt waren. Damit konnte die Kapazität der Schleusengruppe in Münster voll genutzt werden. Jedoch war wegen der Aufteilung in zwei Kammern ein Bugsierschlepper zusätzlich erforderlich. Die dritte Kammer dieser einzigen Fallstufe im Streckenabschnitt diente ausschließlich den Selbstfahrern. Im Durchschnitt waren auf dieser Strecke 35 Schlepper in Fahrt.
Die DEK-Fortsetzung in Richtung Norden ist gekennzeichnet durch eine Vielzahl an Schleusen. In die Schleppzugschleusen von 165 Meter Länge passten ein Schlepper mit zwei DEK-Anhängen, sodass ab Bergeshövede am wirtschaftlichsten mit zwei Kähnen geschleppt wurde. Für die überwiegend reine Kanalstrecke war ein Schlepper mit 100 bis 150 PS ausreichend, der den Schleppzug über die Gesamtstrecke bis zur Schleppbetriebsstelle in Meppen durchschleppte. Um einen längeren Aufenthalt in Meppen zu vermeiden, fuhren die Schleppzüge auch darüber hinaus und tauschten bei Begegnung den Schlepper, denn für die anschließende Strecke bis Emden war wegen der Tide und starken Strömung in der Ems ein stärkerer Schlepper erforderlich.
Der Küstenkanal im Oldenburger Land hat nur zwei Schleusen an seinen beiden Endpunkten. Wegen ihrer Länge von 80 Metern konnte jeweils nur ein Kahn durchgebracht werden. Im Pendelbetrieb wurde durchschnittlich mit vier Anhängen über die 60 km lange Strecke geschleppt.
Der Mittellandkanal ist durch seine lange Strecke und große Krümmungsradien für lange Schleppzüge geeignet. In Verbindung mit den beiden Doppelschleusen in Anderten und Wolfsburg mit jeweils 225 Meter langen Kammern konnten Züge mit sechs Anhängen durchgeschleppt werden, die zum Teil bis Magdeburg geführt wurden. Die große Last erforderte starke Streckenschlepper, weshalb der Monopoldienst die Gasschlepper oder Hochdruckdampfschlepper bevorzugt einsetzte. Für die Aufteilung auf die zwei Kammern mussten an beiden Schleusen Bugsierschlepper vorgehalten werden.